# Odvod kompozituma
V infinitezimalnem računu, je odvod kompozituma (tudi verižno pravilo) formula za izračun odvoda kompozituma funkcij. Če sta f in g odvedljivi funkciji, potem pravilo kompozituma izraža odvod njunega kompozituma f ∘ g — funkcije, ki preslika x v {\displaystyle f(g(x))}— pravilo se glede na odvode funkcij f in g ter produktov funkcij izrazi:
{\displaystyle (f\circ g)'=(f'\circ g)\cdot g'.}
Če je F = f ∘ g (enako F(x) = f(g(x)) za vse x), potem lahko odvod kompozituma zapišemo v Lagrangeevi notaciji, kot sledi:
{\displaystyle F'(x)=f'(g(x))g'(x).}
Verižno pravilo se lahko prepiše tudi v Leibnizovi notaciji, kot sledi. Če je spremenljivka z odvisna od y, ki je odvisna od x (torej sta si y in z med seboj odvisni), potem je z, preko vmesne spremenljivke y, odvisna tudi od x. V tem primeru nam pravilo kompozituma pravi:
{\displaystyle {\frac {dz}{dx}}={\frac {dz}{dy}}\cdot {\frac {dy}{dx}}.}
Z označevanjem vsake spremenljivke, ki jo odvajamo, dobimo {\displaystyle \left.{\frac {dz}{dx}}\right|_{x}=\left.{\frac {dz}{dy}}\right|_{y(x)}\cdot \left.{\frac {dy}{dx}}\right|_{x}}.
Obe verziji pravila kompozituma v Lagrangeevem in Leibnizovem zapisu sta ekvivalentni, saj če je {\displaystyle z=f(y)\!} in {\displaystyle y=g(x)\!}, potem je tudi {\displaystyle z=f(g(x))=(f\circ g)(x)} in tako
{\displaystyle \left.{\frac {dz}{dx}}\right|_{x}=(f\circ g)'(x)}
in
{\displaystyle \left.{\frac {dz}{dy}}\right|_{y(x)}\cdot \left.{\frac {dy}{dx}}\right|_{x}=f'(y(x))g'(x)=f'(g(x))g'(x).}
Intuitivno, nam pravilo kompozituma pravi, da s poznanjem trenutne spremembe spremenljivke z glede na y in y glede na x, lahko izračunamo trenutno spremembo z glede na x. Ali kot je rekel George F. Simmons: "če avto potuje dvakrat hitreje kot kolo in kolo potuje štirikrat hitreje kot pešec, potem se avto premika 2 × 4 = 8 krat hitreje od pešca."
Pri integraciji, je obratni izrek pravila kompozituma uvedba nove spremenljivke.